# Hans Multhopp
Hans Multhopp (17 de maio de 1913 – 30 de outubro de 1972) foi um engenheiro aeroespacial alemão. Obteve o diploma de engenheiro na Universidade de Göttingen, trabalhando depois com o projetista Kurt Tank na Focke-Wulf Flugzeugbau AG durante a Segunda Guerra Mundial, sendo líder da equipe responsável pelo projeto do caça a jato Focke-Wulf Ta 183, ganhador da Competição Caça de Emergência em 1945. Imigrou para o Reino Unido após a guerra, auxiliando no progresso da aeronáutica britânica antes de seguir para os Estados Unidos, onde seu trabalho na Martin Marietta com o corpo sustentante produziu experiências aerodinâmicas fundamentais no desenvolvimento do ônibus espacial.

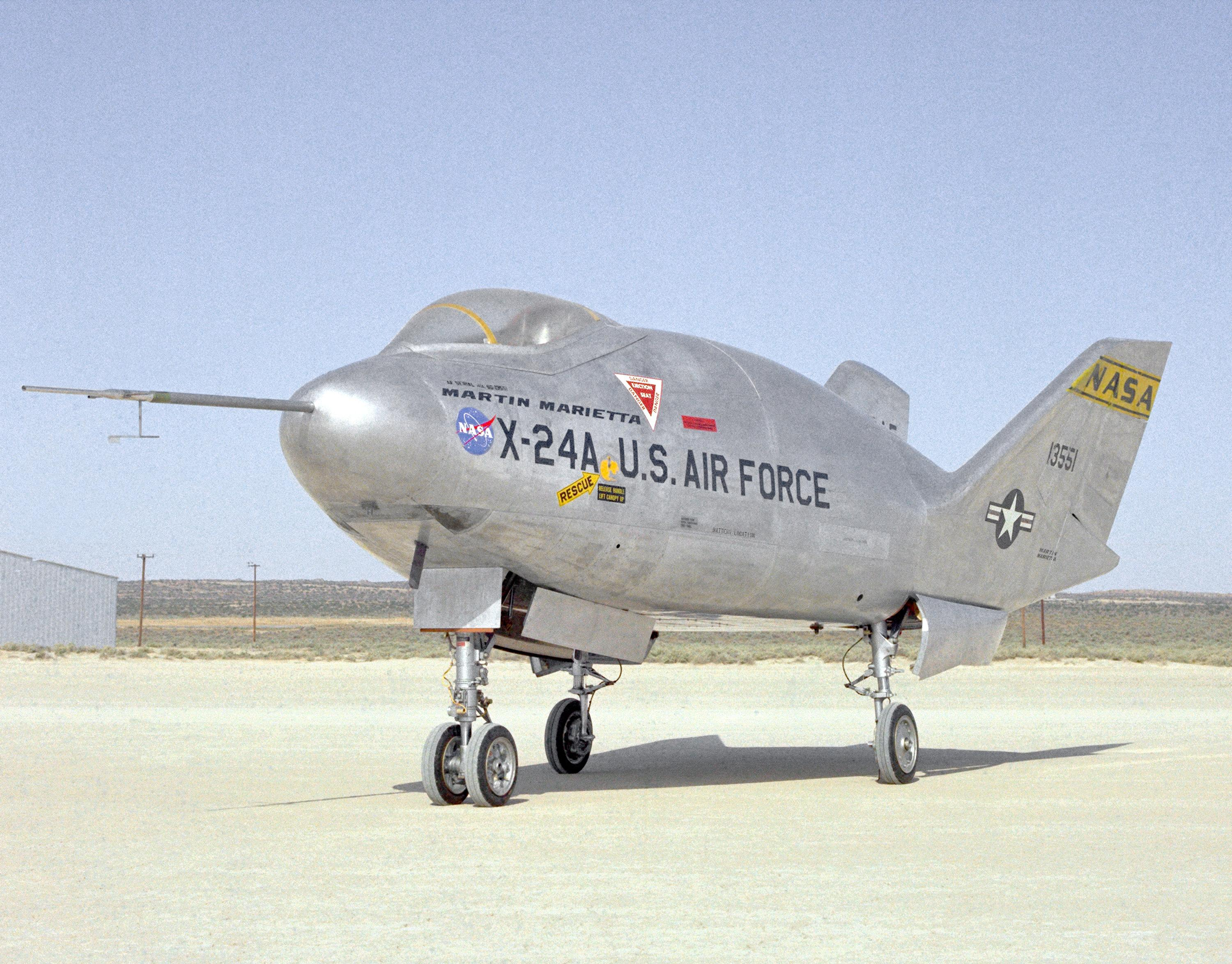
O X-24, baseado no corpo sustentante SV-5

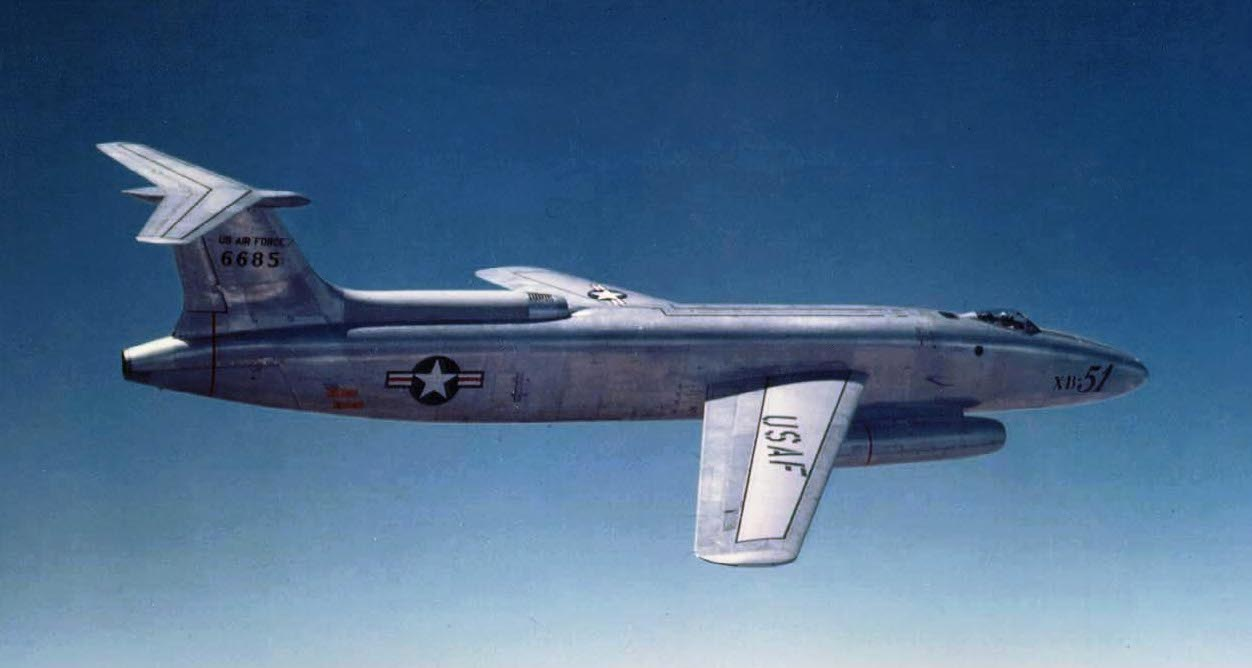
Martin XB-51, primeiro protótipo 46-685 durante testes